# Jedna noc z królem
Jedna noc z królem – amerykański film biblijny z 2006 roku. Film opowiada historię Estery, głównej bohaterki biblijnej Księgi Estery.

## Obsada
- Tiffany Dupont – królowa Estera
- Luke Goss – Kserkses, król Persji
- John Rhys-Davies – Mordechaj
- Omar Sharif – książę Memucan
- James Callis – Haman
- Jyoti Dogra – królowa Waschti
- John Noble – książę Admatha
- Peter O’Toole – Samuel
- Takesh Singh – Harbona
- Tommy Lister Jr. – Hegai